# アメリカン・ファジー・ロップ
アメリカン・ファジー・ロップ（American Fuzzy Lop）は、フレンチアンゴラとファジー・ロップイヤーを交配させてできたウサギ。ロップイヤーである。American Rabbit Breeders Association （ARBA）によって承認されたウサギ品種。外観はホーランド・ロップに似ている。ただし、アメリカンファジーロップはウールの品種であり、市販のアンゴラよりもウールは短く、アンゴラ品種と同様のウールになる。
アメリカのファジードロップは、表示されるために最大4ポンドの重量が必要 。

## 解説
比較的、穏やかな性格をしていて感情表現をしっかりとしてくれるため初めてウサギを飼う方でも飼いやすい。
見た目が可愛いという理由でペットとして飼われる事が多い。
長生きする種類ではあるが、耳が垂れている事から耳の病気になりやすい。
そのため、日頃から耳に問題がないかどうか確認する必要がある。
毛の量が多いので定期的にブラッシングしなければならない。

## 参照
1. 1 2  The Pet Step staff "American Fuzzy Lop, The Pet Step
2. ↑  Betty (2016年7月6日). “American Fuzzy Lop Rabbit Breed Information” (英語). Modern Farming Methods. 2020年5月21日閲覧。
3. ↑  “American Fuzzy Lop Rabbit Health, Temperament, Coat, Health and Care - PetGuide.com”. PetGuide (2016年5月19日). 2020年5月21日閲覧。
4. ↑  Stanford, J C. The Domestic Rabbit. Blackwell Sciences. pp. 27–28. ISBN 0632038942
5. ↑  ウサギの寿命ってどのくらい？ギネス記録から野生のものまで徹底解説！